# Leucon inexcavatus
Leucon inexcavatus är en kräftdjursart som beskrevs av Michel Ledoyer 1977. Leucon inexcavatus ingår i släktet Leucon och familjen Leuconidae. Inga underarter finns listade i Catalogue of Life.